# Ashford (borough)

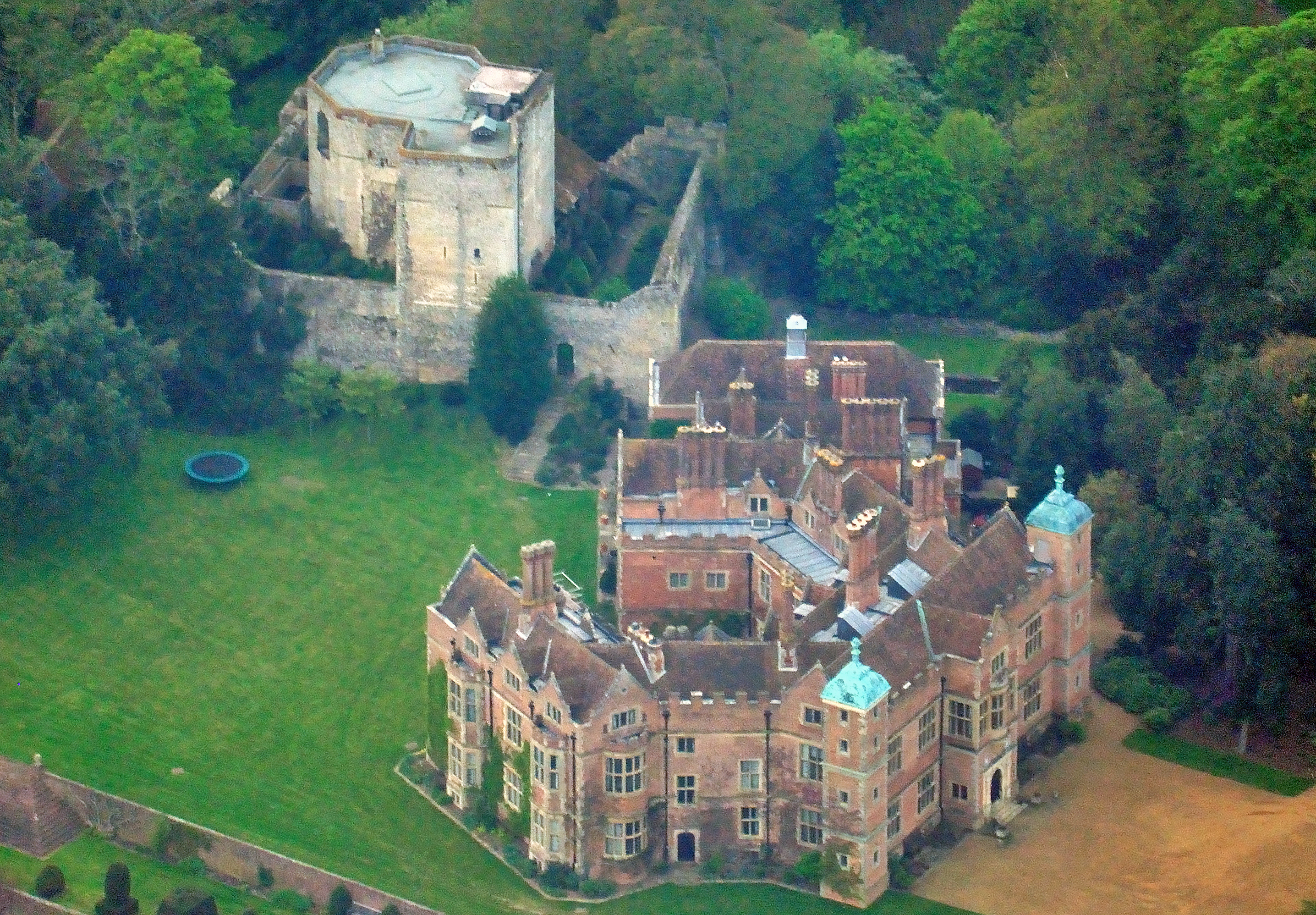
Zamek Chilham

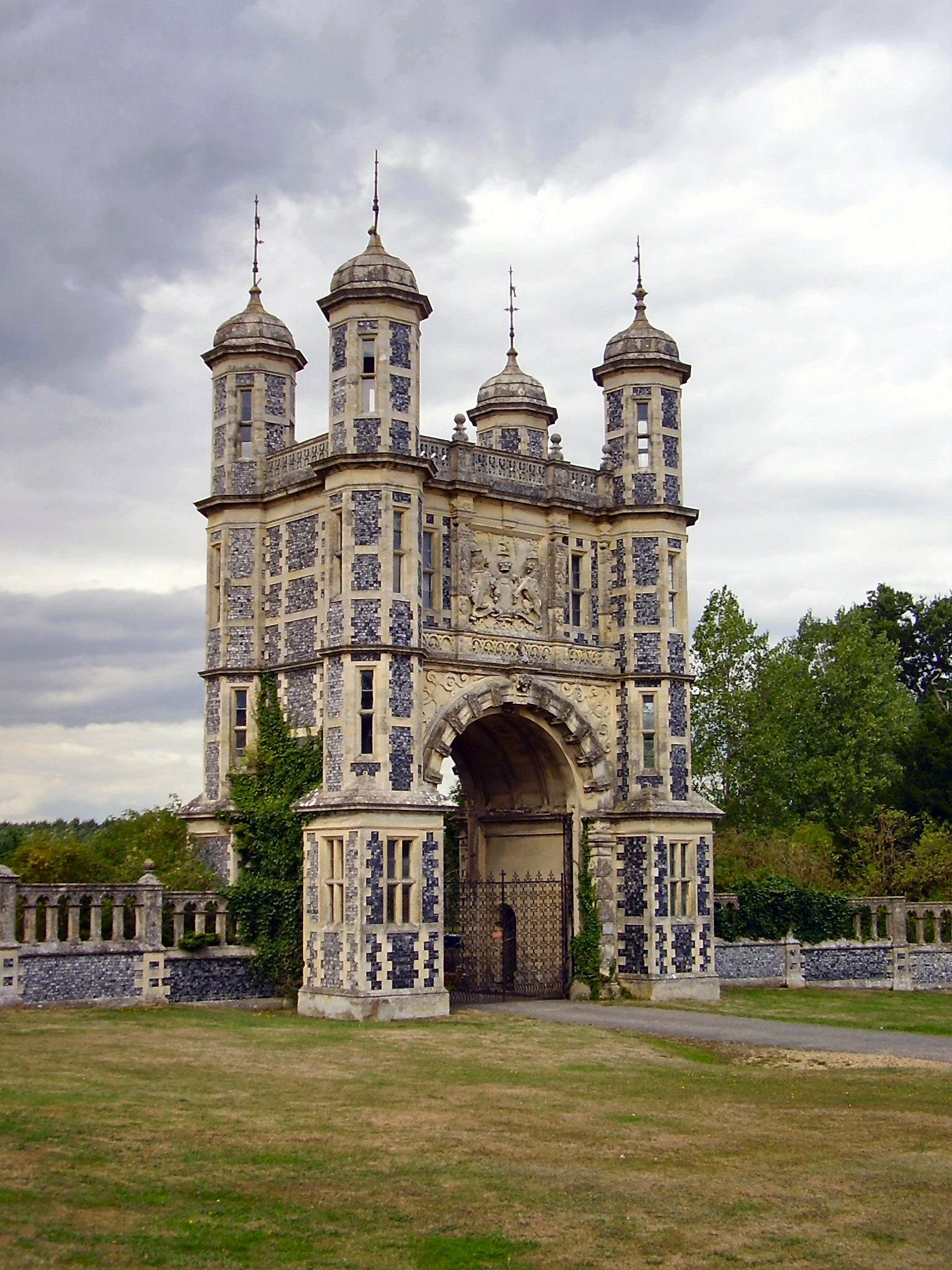
Eastwell Towers

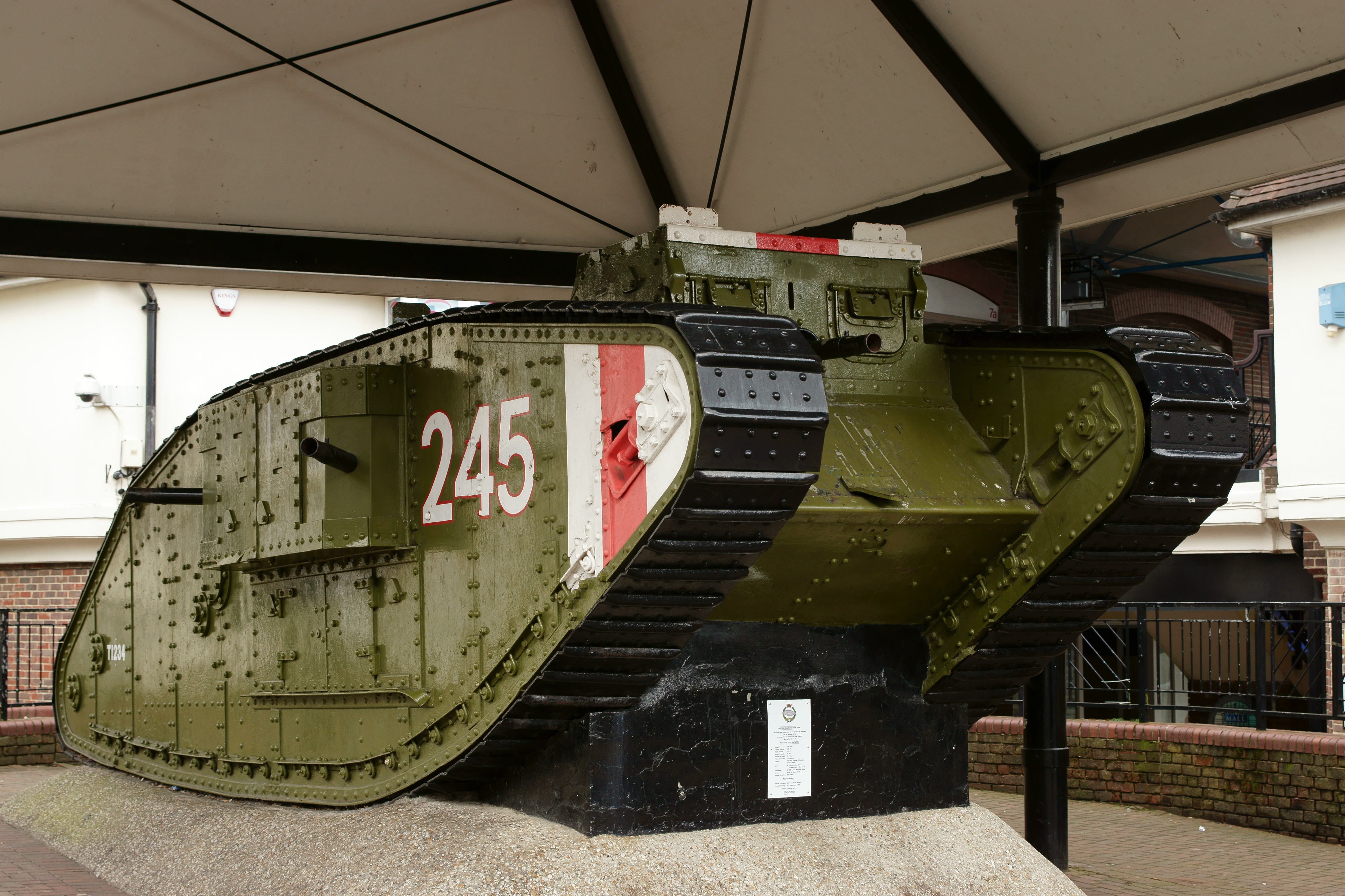
Czołg Mark IV Female w Ashford

Borough of Ashford – dystrykt w Anglii, w środkowej części hrabstwa Kent. Centrum administracyjne dystryktu znajduje się w Ashford.
Dystrykt ma powierzchnię 580,62 km², od północy graniczy z dystryktami Swale i Canterbury, od zachodu z dystryktami Maidstone i Tunbridge Wells, od wschodu z dystryktem Folkestone and Hythe w hrabstwie Kent, zaś od południa z dystryktem Rother w hrabstwie East Sussex. Zamieszkuje go 117 956 osób.
Na terenie dystryktu znajduje się pochodzący z początków XVII wieku zamek  Chilham, w Rolvenden muzeum specjalizujące się w trójkołowcach marki Morgan – The C.M. Booth Collection of Historic Vehicles, zaś niedaleko Tenterden pochodzący z XVI wieku Smallhythe Place w którym znajduje się kolekcja dotycząca jednej z najsłynniejszych aktorek angielskich Ellen Terry.

## Podział administracyjny
Dystrykt obejmuje miasta Ashford i Tenterden oraz  37 civil parish:
| - Aldington & Bonnington - Appledore - Bethersden - Biddenden - Bilsington - Boughton Aluph & Eastwell - Brabourne - Brook - Challock - Charing - Chilham - Egerton - Godmersham - Great Chart & Singleton - Hastingleigh - High Halden - Hothfield - Kenardington - Kingsnorth | - Little Chart - Mersham & Sevington - Molash - Newenden - Orlestone - Pluckley - Rolvenden - Ruckinge - Shadoxhurst - Smarden - Smeeth - Stanhope - Stone - Warehorne - Westwell - Wittersham - Woodchurch - Wye & Hinxhill |

Dystrykt dzieli się na 33 okręgi wyborcze:
| - Aylesford Green - Beaver - Biddenden - Bockhanger - Boughton Aluph Eastwell - Bybrook - Charing - Downs North - Downs West - Godinton - Great Chart with Singleton North - Highfield - Kennington - Little Burton Farm - Norman - North Willesborough - Park Farm North | - Park Farm South - Rolvenden Tenterden West - Saxon Shore - Singleton South - South Willesborough - Stanhope - St Michaels - Stour - Tenterden North - Tenterden South - Victoria - Washford - Weald Central - Weald North - Weald South - Wye |

## Demografia
W 2011 roku dystrykt Ashford  miał 117 956 mieszkańców. Zgodnie ze spisem powszechnym z 2011 roku dystrykt zamieszkiwały 1002 osoby urodzone w Polsce.
Podział mieszkańców według grup etnicznych na podstawie spisu powszechnego z 2011 roku:
| - Biali Brytyjczycy: 105 498 (89,4%) - Biali Irlandczycy: 753 (0,6%) - Irish Travellers: 531 (0,5%) - Pozostali biali: 3738 (3,2%) - Mieszani Karaibowie: 544 (0,5%) - Mieszani Afrykanie: 235 (0,2%) - Mieszani Azjaci: 507 (0,4%) - Pozostali mieszani: 396 (0,3%) - Hindusi: 958 (0,8%) | - Pakistańczycy: 161 (0,1%) - Banglijczycy: 185 (0,2%) - Chińczycy: 431 (0,4%) - Pozostali Azjaci: 2256 (1,9%) - Czarni Afrykanie: 948 (0,8%) - Czarni Karaibowie: 327 (0,3%) - Pozostali czarni: 100 (0,1%) - Arabowie: 87 (0,1%) - Pozostałe grupy etniczne: 301 (0,3%) |

Podział mieszkańców według wyznania na podstawie spisu powszechnego z 2011 roku:
- Chrześcijaństwo –  62,9%
- Islam – 0,9%
- Hinduizm – 1,1%
- Judaizm – 0,1%
- Buddyzm – 0,7%
- Sikhizm – 0,1%
- Pozostałe religie – 0,4%
- Bez religii – 26,3%
- Nie podana religia – 7,6%

## Transport i komunikacja

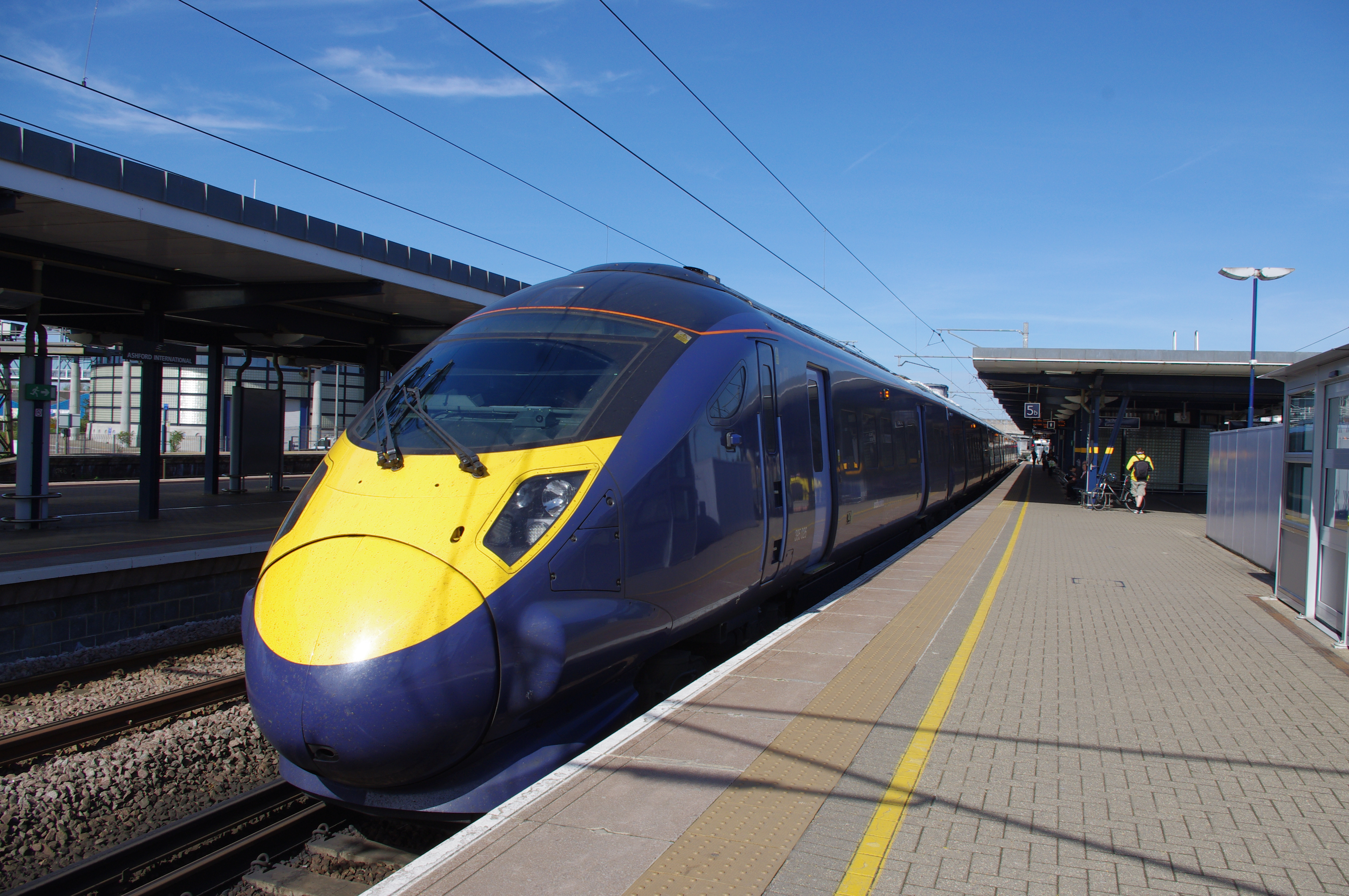
stacja Ashford International

Na terenie dystryktu znajduje się stacja Ashford International, która obsługuje linie kolei dużej prędkości High Speed 1, na której jeżdżą pociągi Eurostar oraz Southeastern Highspeed.
Pozostałe stacje kolejowe:
- Appledore
- Charing
- Chilham
- Ham Street
- Pluckley
- Wye

Ponadto między Tenterden a Bodiam w hrabstwie East Sussex  na trasie 16,8 km kursuje kolej normalnotorowa Kent and East Sussex Railway. Na terenie dystryktu Ashford zatrzymuje się ona na następujących stacjach: Tenterden Town, Rolvenden i Wittersham Road.
Przez dystrykt przechodzi autostrada M20 a także drogi A20 łącząca Dover z centrum Londynu i A28 łącząca Margate z Hastings.

## Inne miejscowości
Aldington Frith, Aldington, Anvil Green, Appledore, Bethersden, Biddenden, Bilsington, Bilting, Bockhanger, Bonnington, Boughton Aluph, Boughton Corner, Boughton Lees, Brabourne Lees, Brattle, Brook, Challock, Charing, Chilham, Chilmington Green, Crundale, Egerton, Godmersham, Great Chart, Hamstreet, Hastingleigh, High Halden, Hothfield, Kenardington, Kennington, Kingsnorth, Little Chart, Mersham, Molash, Newenden, Orlestone, Pluckley, Reading Street, Rolvenden, Ruckinge, Sevington, Shadoxhurst, Shirkoak, Smarden, Smeeth, St Michaels, Stone in Oxney, Stubbs Cross, Warehorne, West Brabourne, Westwell Leacon, Westwell, Willesborough, Wittersham, Woodchurch, Wye.